# روبرت إم. كينغدون
روبرت إم. كينغدون (بالإنجليزية: Robert M. Kingdon)‏ هو مؤرخ أمريكي، ولد في 29 ديسمبر 1927 في شيكاغو في الولايات المتحدة، وتوفي في 3 ديسمبر 2010 في ماديسون في الولايات المتحدة.